# Сепарация
Сепарация (лат. separatio «отделение») в технике — это различные процессы разделения смешанных объёмов разнородных частиц, смесей, жидкостей разной плотности, эмульсий, твёрдых материалов, взвесей, твёрдых частиц или капелек в газе.

## Процесс сепарации
При сепарации не происходит изменения химического состава разделяемых веществ. Сепарация возможна если присутствуют различия в характеристиках компонентов в смеси: в размерах твёрдых частиц, в их массах, в форме, плотности, коэффициентах трения, прочности, упругости, смачиваемости поверхности, магнитной восприимчивости, электропроводности, радиоактивности и других.
Свойства, отличающие продукты сепарации, не обязательно должны совпадать с признаками, по которым разделяют смесь компонентов в производстве. К примеру, при сепарации побочной породы и угля продукты при одинаковой плотности могут содержать разное количество золы, отличающий качественный уголь. В самом процессе сепарации принимает участие очень большое количество отдельных мелких частиц, среди которых встречаются частицы с промежуточными свойствами по отношению к необходимым признакам. Из исходной смеси после промышленных сепараций не могут получиться абсолютно чистые фракции разделяемых компонентов, а лишь продукты с преобладающим их содержанием.

## Способы сепарации
Выбор способа сепарации зависит от процентного состава и свойств разделяемой смеси и составляющих её компонентов, степени соответствия желаемых свойств получаемых продуктов от последствий разделения и свойств компонентов. Сепарация, как правило, происходит не только по главному признаку, который отличает компоненты в смеси, а по целому ряду свойств. Процессы сепарации различаются от внешних условий и аппарата, в котором происходит разделение. В современном производстве для различных целей и смесей применяется разнообразные способы сепарации.
- сепарация по массе (инерционная)
- размеру
- упругости
- трению
- воздушная сепарация
- электрическая
- магнитная
- пенная
- радиометрическая
- сверхзвуковая (газов)
- рентгенолюминесцентная[1]

## Сепараторы
Аппараты для проведения сепарации называют, соответственно, сепараторами. Как правило, сепараторы используют сразу или последовательно несколько способов сепарации для улучшения разделения смешанных продуктов. Сепараторы различают по используемым способам сепарации, по принципу работы и по сфере использования.

## Использование
- Горное дело и добыча полезных ископаемых

Для обогащения и очищения руды от пустой и ненужной породы используется весь богатый арсенал способов сепарации. Для металлов подходит электрическая, магнитная и химическая сепарация.
- Сельское хозяйство

При сборе зерна получается смесь из зёрен, шелухи, стеблей, листьев и различного природного и андрогенного мусора. Для очистки производимого продукта (например, муки) применяется воздушная сепарация.
- Медицина

При изготовлении фармакологических препаратов применяется сепарационное очищения от побочных продуктов производства. Также сепарация используется для разделения биологического материала(крови, лимфы и др.) на различные фракции.
В молекулярной и клеточной биологи для научных исследований и в клинической лабораторной практике применяется иммуномагнитная сепарация клеток.
- Пищевая промышленность

При производстве сливок, обезжиренного молока и других молочных продуктов встаёт проблема разделения белков, жиров и жидких компонентов молока, для чего используется пищевые сепараторы.
- Морские перевозки

Сепарацией называют прокладки из досок, используемые для укладки генеральных грузов в трюмах.